# La Guerre du feu (film, 1915)
Pour les articles homonymes, voir La Guerre du feu (homonymie).
Pour plus de détails, voir Fiche technique et Distribution.
La Guerre du feu est un film muet français réalisé par Georges Denola, sorti en 1915.
Le film est une adaptation du roman La Guerre du feu de J.-H. Rosny aîné, partiellement publié en feuilleton dans Je sais tout à partir de juillet 1909, et en volume en 1911. Un second film, La Guerre du feu, réalisé par Jean-Jacques Annaud, est sorti sur les écrans en 1981.

## Synopsis
Il y a plusieurs milliers d'années, la tribu des Oul-Hamr perd le feu au cours d'une bataille contre une tribu ennemie. La tribu, qui craint alors de disparaître car elle ne sait pas comment allumer un feu, envoie trois hommes dans une dangereuse expédition afin de ravir le feu à une autre tribu.

## Fiche technique
- Titre : La Guerre du feu
- Réalisation : Georges Denola
- Scénario : d'après le roman de J.-H. Rosny aîné
- Photographie :
- Montage :
- Producteur :
- Société de production : Société cinématographique des auteurs et gens de lettres (S.C.A.G.L)
- Société de distribution :  Pathé Frères
- Pays d'origine :  France
- Langue : film muet avec les intertitres en français
- Format : Noir et blanc — 35 mm — 1,33:1 — Muet
- Genre : Film dramatique
- Métrage : 490 mètres
- Durée : 16 minutes
- Dates de sortie :
  -  France : 16 février 1915

## Distribution
- Georges Dorival
- André Simon
- Édouard Delmy
- Herman Grégoire
- Léa Piron